# アイドリング

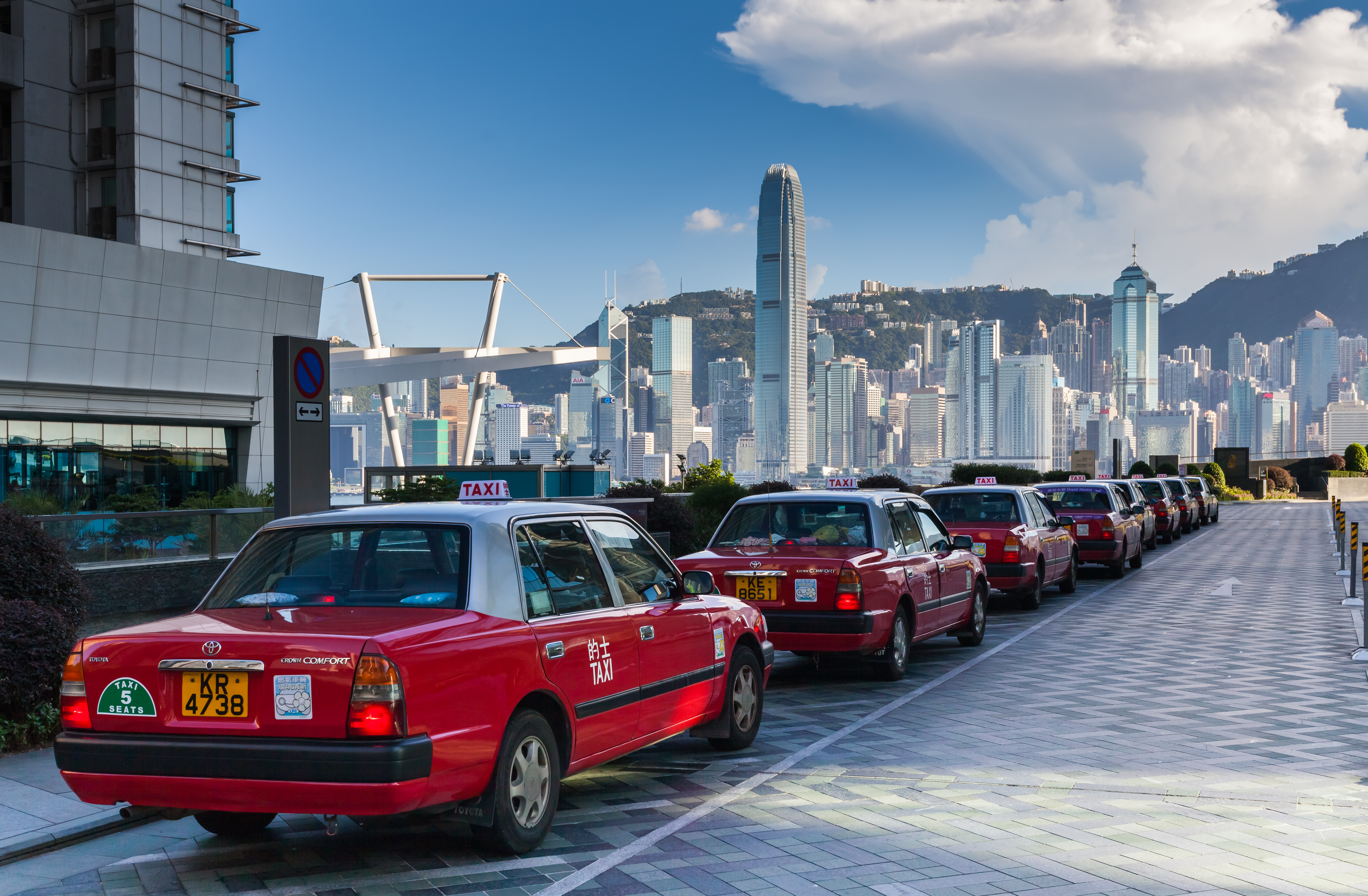
アイドリングしているタクシー

アイドリング (idling) は、機械・設備・人員などが、主目的（推進など）に貢献せず、しかし稼働に即応できる様態を維持していること、あるいはそのための動作である。何もしていない状態を表す「アイドル（idle）」の現在進行形で、単にアイドルとも空ぶかしともいう。
同じ目的であるが、電子回路や磁気記録回路において、動作の基準としてあらかじめ回路に付加しておく電圧・電流・磁気等はアイドリング、アイドルとは言わずにバイアスと呼ばれる。

## 機関
機関（エンジン）のアイドリングとは、無負荷状態で最低限度の回転数で稼動し続けている状態をいう。発生したエネルギーはエンジン内部の摩擦に拮抗しつつ、また潤滑・冷却のための循環ポンプ駆動などのために消費される。一般に動力機関が組み込まれた機器が、その主目的のために動力が使用されていない状況をアイドリング、アイドル状態と呼ぶ。
自動車の信号待ちなどのアイドリングは燃費悪化や環境汚染の原因の一つとみなされ、アイドリングストップシステムが開発、搭載されている。

## コンピュータシステム
コンピュータシステムでは、待機状態を指してアイドル状態と呼ぶ。一般的にアイドル状態にあるコンピュータシステムは、システムを構成する回路や機器への電力供給がなされているが、情報処理が行われておらず、待機電力を消費している状態と言える。

### CPUにおけるアイドル状態
CPUにおける処理が停止しており、何らかのトリガによって稼働状態に遷移できる状態をアイドル状態と呼ぶ。一般的にCPUは稼働状態に比べてアイドル状態での消費電力は非常に小さい（ゼロにはならない）。継続して行われるべき処理がなく、また、停止状態から稼働状態への遷移に必要な時間的なロスよりも、CPUを稼働状態においたままの消費電力の無駄が問題となる場合、アイドル状態を積極的に利用する利点がある。多くのCPUアーキテクチャでは、停止命令（halt命令等）によってこの状態に遷移する。
オペレーティングシステムとファームウェアは協調して動作し、実行すべきプログラムの有無や、周辺機器との入出力の有無などを監視し、必要に応じてCPUをアイドル状態と稼働状態の間で遷移させる。

### ネットワークにおけるアイドル状態
ネットワークにおけるアイドル状態とは、ネットワーク媒体上でキャリア信号等を除き、有効な通信が行われていない状態を指す。要求される通信量がネットワークの提供する帯域幅や速度に対して十分に少ない場合、アイドル状態にある時間が長くなる。
多くの機器がネットワークを用いた通信を要求しているにもかかわらず、アイドリング時間が減少せずにネットワーク帯域が有効に消費されない状況が発生することがある。このような状況を発生させないためには、ネットワークトポロジ、接続されているデバイスのネットワーク制御アルゴリズム、コリジョンドメインの粒度等を適切に設計する必要がある。

## 一般作業工程
機械加工工程においては、被加工品の持ち替えなどのために、連続加工工程の間に無加工状態を入れることをアイドリングを呼称することがある。例えば、金属のトランスファー複合プレス加工の場合、治具持ち替えなどのために一見、被加工部品に対し何もしていないような工程を設定する場合がある。勿論その工程には目的がある（応力緩和・精度維持・捨て加工の準備など）が、動力計算に反映されないところからアイドリングと呼ばれる。

## 電子回路
電子回路で動作の基準としてあらかじめ付加しておく電圧・電流・磁気のこと。この場合は一般的にバイアスと呼ばれる。